# Qingling Motors
La Qingling Motors (Cinese: 庆铃汽车有限公司; ufficialmente Qingling Motors Co., Ltd.) è una casa automobilistica cinese fondata nel 1985 con sede a Chongqing e specializzata nella produzione di veicoli commerciali basati su tecnologie di origine Isuzu.

## Storia
Il precursore della Qingling fu la Chongqing Automobile Manufacturing Factory che procedeva veicoli commerciali. Nel 1985 venne stabilita la joint venture Qingling Vehicle Manufacture Company con la giapponese Isuzu per la produzione su licenza giapponese di veicoli commerciali nella città di Chongqing in un nuovo stabilimento basato anch’esso su metodi e tecnologie giapponesi. Questa collaborazione rappresenta la prima partnership sino-giapponese nel settore automobilistico cinese.
Nel 1994 viene costituita formalmente la Qingling Motors Co., Ltd. Nello stesso anno, l'azienda si quota alla Borsa di Hong Kong (codice 1122.HK), diventando la prima casa automobilistica cinese a essere quotata nella borsa di Hong Kong.
Nel 1998 si verifica una ristrutturazione organizzativa: l'azienda passa da impresa statale a società per azioni, introducendo capitali privati e investimenti esteri nella propria struttura proprietaria.
Nel 2005 viene creata con Isuzu una joint venture dedicata alla produzione di veicoli per passeggeri, nello specifico SUV e fuoristrada sempre di origine Isuzu. 
Tra il 2005 e il 2010 vengono lanciati oltre dieci modelli di veicoli, inoltre viene costituita la joint venture Qingling-Isuzu (Chongqing) Sales Company che si occupa di esportare i veicoli prodotti da Qingling.
Nel 2016 la produzione di autovetture termina e si ha una ristrutturazione focalizzata sui soli veicoli commerciali.
Nel 2017 l'azienda introduce il primo veicolo con il proprio marchio Qingling, il pick-up Taga, basato su telaio e motori dell’Isuzu D-Max.
Nel dicembre 2020 viene costituita la Bosch Hydrogen Powertrain System (Chongqing) Co., Ltd, joint venture con la tedesca Bosch per la produzione di veicoli alimentati ad idrogeno.
Nel 2023 viene introdotta la produzione del nuovo Isuzu D-Max di terza generazione, ribattezzato Isuzu T30.
Nel 2024 viene siglata una partnership strategica con Huawei per lo sviluppo tecnologico congiunto dei software per veicoli elettrici.

## Struttura Aziendale
L'azienda opera attraverso joint venture e partnership internazionali, mantenendo collaborazioni con aziende giapponesi, tedesche e tecnologiche. La struttura aziendale include partecipazioni private e quotazione in borsa.
La composizione azionaria vede Qingling Motors (Group) Co., Ltd. come azionista di maggioranza con il 50,1% delle quote, mentre la giapponese Isuzu detiene una partecipazione del 20%. L'azienda è presieduta da Yuguang Luo e ha nominato Ms. Song Xiumin come Chief Financial Officer nel 2025. Qingling Motors ha attualmente circa 3.050 dipendenti.